# Molland
Molland är en by och en civil parish i North Devon i Devon i England. Orten har 255 invånare (2011).